# ميليسا ديسويسا
ميليسا ديسويسا (بالإنجليزية: Melissa De Sousa)‏ هي ممثلة أمريكية، ولدت في 25 سبتمبر 1967 بنيويورك في الولايات المتحدة.

## أعمال

### أفلام
- (2000) ملكة الدماثة[4]

### مسلسلات
- كاسل

## وصلات خارجية
- ميليسا ديسويسا على موقع IMDb (الإنجليزية)
- ميليسا ديسويسا على موقع ألو سيني (الفرنسية)
- ميليسا ديسويسا على موقع ميوزك برينز (الإنجليزية)
- ميليسا ديسويسا على موقع أول موفي (الإنجليزية)
- ميليسا ديسويسا على موقع قاعدة بيانات الأفلام السويدية (السويدية)
- ميليسا ديسويسا على موقع إن إن دي بي (الإنجليزية)
- ميليسا ديسويسا على موقع قاعدة بيانات الفيلم (الإنجليزية)
- ميليسا ديسويسا على موقع كينوبويسك (الروسية)